# 김제 금산사 대장전 목조삼존불상과 광배
김제 금산사 대장전 목조삼존불상과 광배(金堤 金山寺 大藏殿 木造釋迦三尊佛像 및 光背)는 대한민국 전북특별자치도 김제시 금산사에 있는 조선시대의 불상과 광배이다. 2017년 11월 3일 전라북도의 유형문화재 제253호로 지정되었다.

## 개요
대장전은 원래 미륵전 창건당시 건립하여 미륵전을 장엄하는 정중목조탑이었는데 조선인조 13년(1635)에 재건되고 다시 1922년에 현위치에 이전하여 오늘에 이른 것이다. 지붕 위의 현재 남아 있는 복발과 보주 등은 전대의 목탑 잔영이며 전내에는 석가모니불과 가섭, 아난의 제자상을 봉안하고 있다.

## 참고 문헌
- 김제 금산사 대장전 목조삼존불상과 광배 - 국가유산청 국가유산포털